# Grafikkrets
Grafikkrets kallas de kretsar som gör det möjligt att på elektronisk väg skapa en bild som vanligtvis presenteras på en skärm eller TV. Grafikkretsar finns i många olika varianter från enkla chips som visar en digitalt lagrad bild till kretsar som utför en stor del av dekomprimeringen av rörliga bilder eller beräkningsarbetet i dator och TV-spel. Exempel på kända tillverkare av grafikkretsar till grafikkort för datorer är Nvidia och ATI.